# Сабор у Сремским Карловцима 1769.
На сабору 1769. године у Сремским Карловцима за митрополита буде изабран Јован Ђорђевић. На сабору се осим избора митрополита о питањима веће важности расправљало нпр. дотација архиепископска, како да се допушта држати синод, начин на који да се укину зла дела владика према свештенству и народу, како да се неке дијецезе укину а неке споје, итд. По свршетку овог сабора држан је и синод на коме се попунише неке удове дијецезе.